# 石川奈青
石川 奈青（いしかわ なお、1994年5月4日 - ）は、日本の女子プロレスラー。身長158cm、体重56kg。

## 来歴
アイスリボンが主催するプロレスサークルに参加したことをきっかけにアイスリボンに入門。
2019年
9月14日のアイスリボン横浜文化体育館大会でデビューすることが決定していたが、体調不良のため病院で受診した結果、脳脊髄液減少症と診断されデビューは延期となった。
2020年
1月より練習を再開し、改めて5月4日の横浜文化体育館大会でデビューすることが決定したが、新型コロナウイルスの感染拡大と、それに伴って発令された緊急事態宣言により大会が開催延期となったため、同日にアイスリボン道場で行われた無観客・生配信大会において、藤本つかさ&つくし組を相手にデビュー戦を行った（パートナーは鈴季すず）。
8月5日、アイスリボン道場での大会前に、大きな卵巣嚢腫がみつかり摘出手術を行うため欠場する旨が発表され、9日の横浜文化体育館大会では自身の出る予定であった試合のリングアナを務める形でリングに上がる。その後、21日に手術を行った。
2022年
網倉理奈、神姫楽ミサとアイドルユニット「KISSmetPRINCESS」を結成し、5月にはCDデビューする。しかし、12月に同ユニットが無期限活動停止となる。
2023年
3月25日、アイスリボン道場マッチ「アイスリボン1268」を最後にアイスリボンを退団。退団の理由として、上層部への不信感を挙げた。
4月25日、スターダム『NEW BLOOD 8』の会見に中野たむとして登場。本物の中野たむを困惑させた。
5月12日、前述の「NEW BLOOD 8」メインイベントにて中野たむと対戦するも、終始劣勢のまま、最後はタイガースプレックスホールドを決められ敗戦。しかし、試合後には本物の中野たむから共闘を持ちかけられた。しかしながら、その後はスターダムの参戦も無く、Twitterの投稿を全て消すなどの行動も見せた。
9月6日、プロミネンスに参戦し、世羅りさとのハードコアマッチを敢行。大流血の末に敗れたもののバックステージでの表情は明るかった。
2024年4月15日、新団体である「マリーゴールド」に所属することが発表された。5月20日の旗揚げ戦では、かつてインターナショナルタッグ王座に挑戦した元相方・青野未来と対戦し敗北。その後もシングルマッチで黒星続きだったが、11月4日、山田奈保を原爆固めで破りマリーゴールドでの自力初勝利を挙げた。

## 人物
- デビュー以降、ラジオなどで交通情報の案内をする仕事をしていたが、2022年1月にプロレスに専念することを発表した[13]。

## 得意技
- N.A.O
  - ファイヤーマンズキャリーに担ぎ相手を肩の上で旋回させてのシットダウンパワーボム
- タチアガール
  - 120%スクールボーイやスクールガールと同型
- ジャーマンスープレックス・ホールド
  - 高角度で放つ

## 入場曲
- Twilight Dream / 中野たむ （中野たむとしての試合時に使用）
- ZOC実験室 / 大森靖子
- 煌光/乙ナティック浪漫ス
- Are you Princess?/KISSmetPRINCESS
- unlock/オリジナル
- expect